# آلو (کمون)
آلو (به فرانسوی: Allèves) یک کمون در فرانسه است که در Canton of Alby-sur-Chéran واقع شده‌است. آلو ۸٫۸۱ کیلومتر مربع مساحت دارد.